# 科比亞伊區

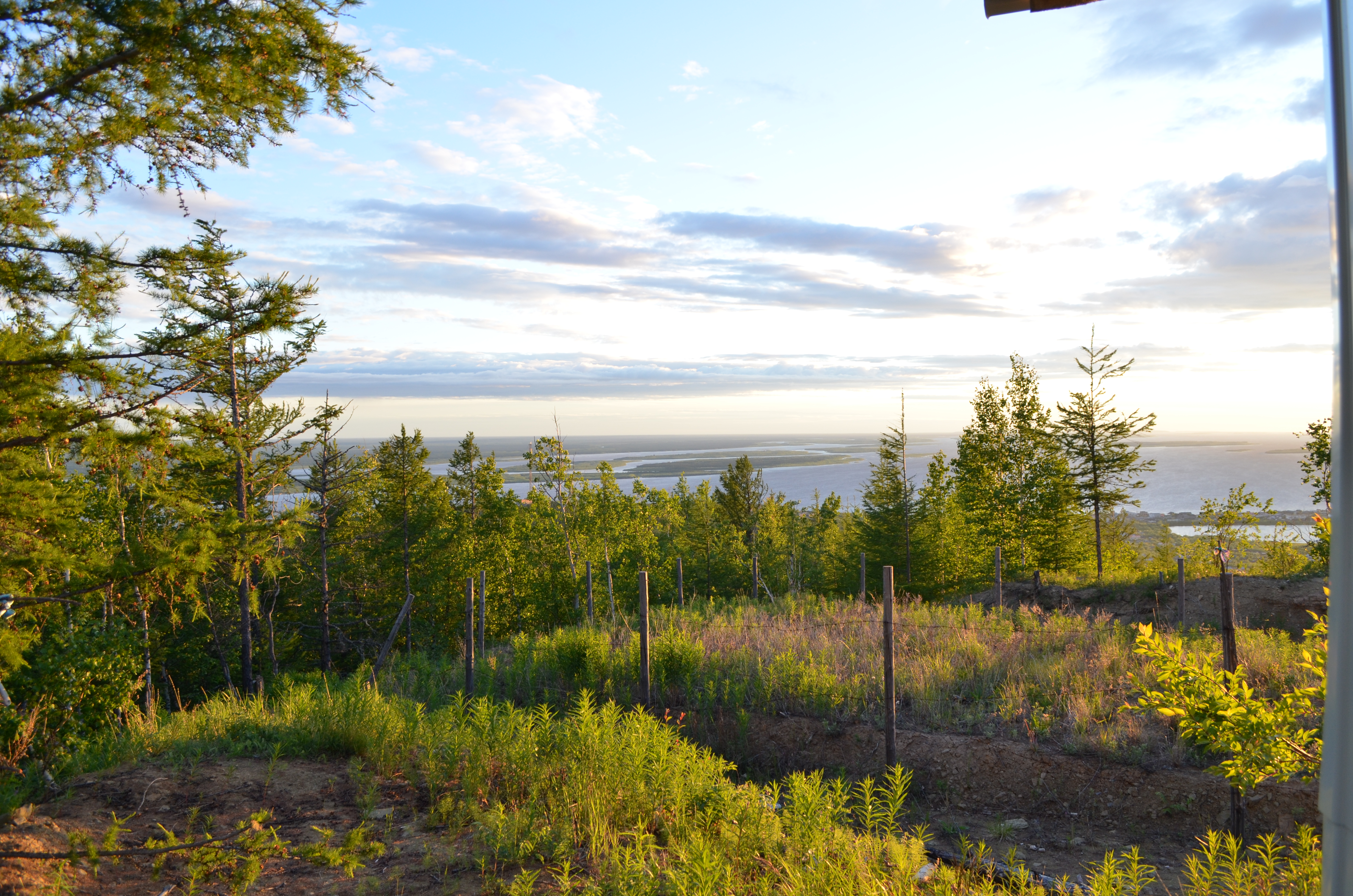

63°55′N 127°28′E / 63.917°N 127.467°E
科比亞伊區（俄语：Кобяйский улус），是俄羅斯的一個區，位於該國東部，由薩哈共和國負責管轄，始建於1937年4月20日，面積107,800平方公里，2010年人口13,680，人口密度每平方公里0.13人。